# Nervo infraorbital

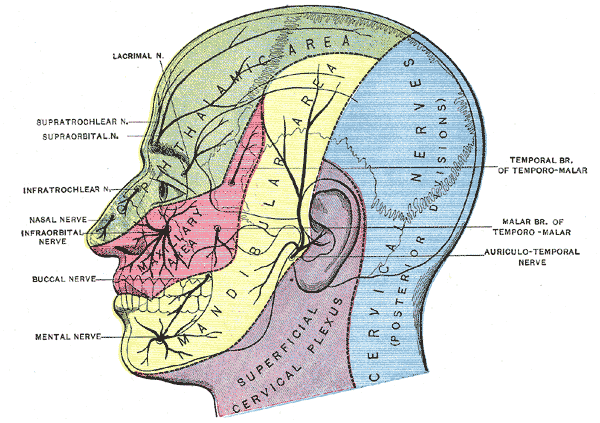
O nervo infraorbital emerge do forame infraorbital, inferiormente ao olho e lateralmente ao nariz.

O nervo infraorbital é uma continuação do nervo maxilar, ramo do trigêmeo. Se diferencia em "infraorbital" após ter entrado na órbita ocular pela fissura orbital inferior. Passa pelo forame infraorbital em direção aos lábios e sofre ramificações para inervar a pele da parte superior da bochecha, a túnica mucosa do seio maxilar, os dentes incisivo, canino e pré-molar, parte superior da gengiva, pele e túnica conjuntiva da pálpebra inferior, parte do nariz e pele e túnica mucosa do lábio superior.

## Anestesia
O bloqueio do nervo infraorbital é feito aplicando-se um agente anestésico através de uma injeção no forame infraorbital. Esse procedimento é realizado para tratamento de feridas no lábio superior e bochechas ou para cuidados com os dentes incisivos.